# The Resurrected
The Resurrected (també coneguda com The Ancestor i Shatterbrain) és una pel·lícula de terror estatunidenca del 1991 dirigida per Dan O'Bannon, i protagonitzada per John Terry, Jane Sibbett, Chris Sarandon i Robert Romanus. És uan adaptació de la novel·la de H. P. Lovecraft El cas de Charles Dexter Ward. Originalment pensada per a una estrena en cinemes, la pel·lícula es va projectar a diversos festivals de cinema abans de ser estrenada directe a vídeo el 1992.

## Trama
Claire Ward contracta un investigador privat John March per investigar les activitats cada cop més estranyes del seu marit Charles Dexter Ward, un estimat enginyer químic de Rhode Island. A través d'una sèrie de converses amb John, Claire revela el recent aïllament inexplicable de Charles a la seva casa de carruatges, el descobriment sobtat de la història de la seva família i la seva visita a una masia ancestral abandonada prop de Pawtuxet on va trobar una pintura d'un home anomenat Joseph Curwen, amb qui guarda una semblança estranya. Des d'aquests esdeveniments, Charles ha comprat una casa de camp i s'hi va mudar, deixant a Claire sense explicacions.
Després d'investigar, John descobreix que es fan nombrosos lliuraments a la casa, i pregunta sobre ells a Charles, que és evasiu; Charles explica que està fent proves químiques rutinàries amb cadàvers d'animals. Poc després, un home gran d'una casa veïna és trobat brutalment assassinat, només queden algunes restes dels seus ossos a la casa. La policia assumeix que va ser atacat i menjat per un animal, però John és escèptic. La Claire i el John van a visitar en Charles junts, i el troben pàl·lid i parlant amb un afecte arcaic. Intenten extreure una explicació de Charles, però ell simplement els diu que està "al límit de la grandesa", i que d'aquí a sis setmanes ho entendran.
Claire accepta que Charles ingressi a un hospital. Els metges troben que el seu metabolisme és inexplicablement alt, provocant una fam voraç, i atribueixen el seu canvi de comportament a problemes hormonals; tanmateix, són incapaços d'explicar el seu desig de sang i carn crua. Mentrestant, John descobreix un diari a la casa de cotxes d'Ezra Ward, el cinquè besavi de Charles, datat el 1771. El diari explica com Ezra va tenir una aventura amb l'esposa de Joseph, Eliza, i que Joseph havia estat practicant la nigromància a catacumbes que va construir a la seva propietat. Després que una riuada va penetrar a les catacumbes, la gent del poble va descobrir una criatura grotescament malformada al riu, que van cremar viva. El diari acaba donant lloc a l'atac de la gent del poble a la casa de Curwen i a l'admissió d'Eliza a Ezra que estava embarassada del fill de Joseph; La Claire, el John i l'assistent de John, Lonnie, suposen que el besavi biològic de Charles era en realitat Joseph, no Ezra.
John i Lonnie decideixen buscar catacumbes a la propietat de la masia amb la Claire. Descobreixen l'entrada al soterrani de la casa, i dins de les catacumbes troben un laboratori i criatures a mig créixer en pous; La Claire també descobreix el maletí d'en Charles. Intenten fugir, però són atacats i Lonnie és assassinat per una de les criatures. John deixa una bomba a les catacumbes, i ell i Claire ferida escapen amb el maletí abans que la casa detoni. John porta la Claire a l'hospital on està sedada, i el metge li informa que està embarassada.
John va a visitar en Charles a la institució psiquiàtrica i l'enfronta amb el maletí, que va descobrir ple d'ossos humans. Acusa en Charles de ser, de fet, Joseph Curwen, de 250 anys, que va trobar amb èxit una manera de vèncer la mort mitjançant els seus experiments nigromàntics. Joseph admet la seva identitat i confessa que els ossos de la maleta són els de Charles, a qui Joseph va matar després que Charles el ressuscités d'entre els morts. Explica el seu pla per recuperar la salut i finalment ser donat d'alta de l'hospital, després de la qual cosa pot fer-se passar per Charles. Joseph intenta canibalitzar en John, però John aboca la poció reparadora del laboratori sobre els ossos de Charles. L'esquelet de Charles es reanima i comença a arrencar la carn de Joseph, abans que els dos desapareguin en una explosió còsmica.

## Repartiment
- John Terry - John March
- Jane Sibbett - Claire Ward
- Chris Sarandon - Charles Dexter Ward/Joseph Curwen
- Robert Romanus - Lonnie Peck
- Charles K. Pitts - Ezra Ward
- Megan Leitch - Eliza
- Lauren Briscoe - Holly Tender

## Producció
El director O'Bannon i el guionista Brent V. Friedman havien desenvolupat la propietat de Lovecraft independentment l'un de l'altre. La versió de Friedman del guió es titulava Shatterbrain. Mentre que Friedman va rebre l'únic crèdit del guió, O'Bannon va incorporar algunes de les seves pròpies idees al projecte. El títol original d'O'Bannon per a la pel·lícula era The Ancestor, que més tard es va canviar a The Resurrected després de ser retallat i alterat per l'estudi per a l'estrena en cinemes. La pel·lícula va ser el primer projecte d'O'Bannon com a director després de The Return of the Living Dead de 1985.

## Estrena
The Resurrected es va projectar l'any 1991 a la Secció Oficial del XXIV Festival Internacional de Cinema Fantàstic de Sitges a Espanya.
La pel·lícula es va estrenar en cinema l'1 de juny de 1991Aleshores es va publicar directe al vídeo el 15 d'abril de 1992 per Live Home Video als Estats Units. Més tard es va llançar en DVD a nivell internacional a través de Metro Goldwyn Mayer el 2003, i als Estats Units a través de Lionsgate el 2005

## Recepció
A llur llibre Lurker in the Lobby: A Guide to the Cinema of H. P. Lovecraft, Andrew Migliore i John Strysik van escriure: "The Resurrected és la millor adaptació seriosa a la pantalla de Lovecraft fins ara, amb un repartiment sòlid, guió decent, direcció inventiva i efectes especials excel·lents que fan justícia a un dels contes més foscos [de Lovecraft]."